# Jacques Marin (Schauspieler)

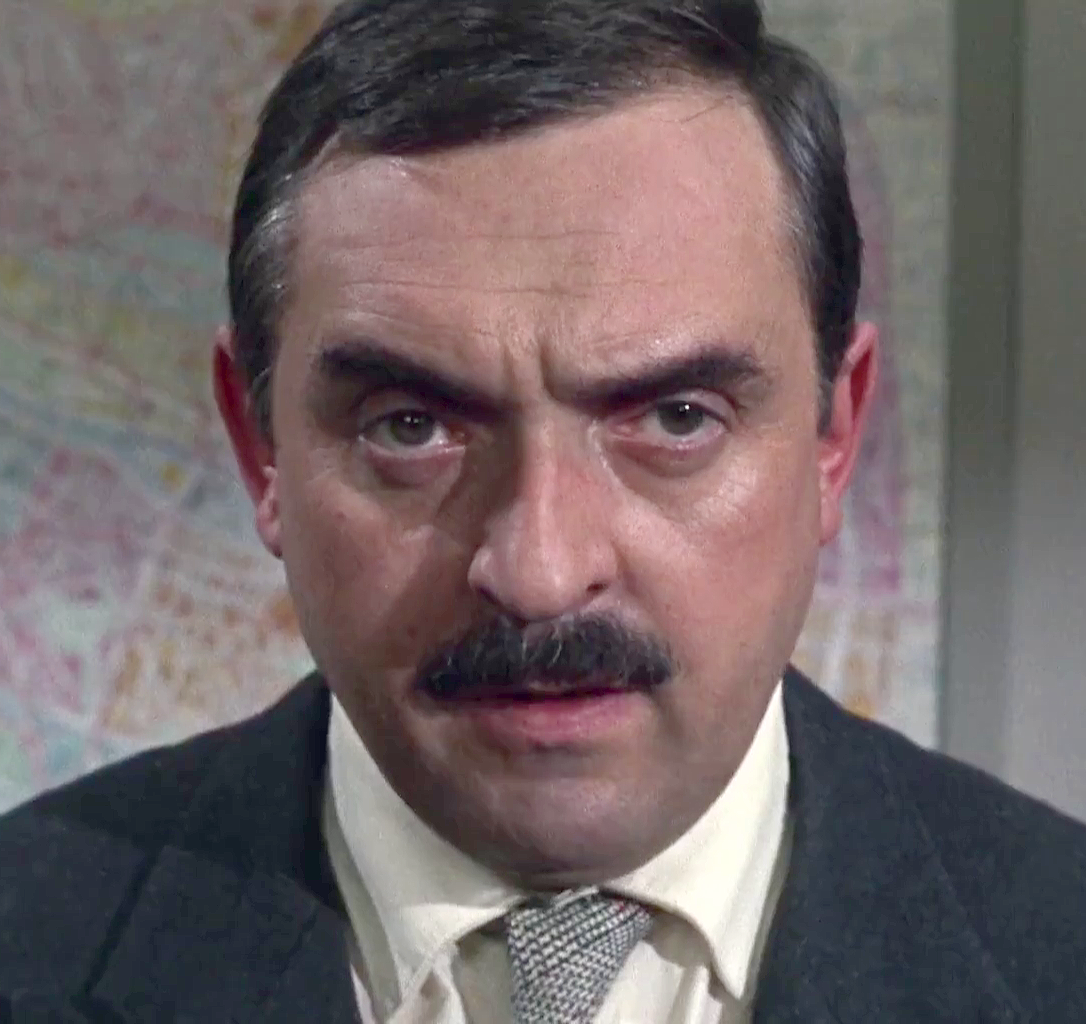
Jacques Marin (1963), französischer Schauspieler

Jacques Raymond Marin (* 9. September 1919 in Paris; † 10. Januar 2001 in Cannes) war ein französischer Schauspieler.

## Leben
Marin begann mit 18 Jahren, am Conservatoire national supérieur d’art dramatique in Paris Schauspiel zu studieren, wo er u. a. von André Brunot (1879–1973) unterrichtet wurde. Mit 23 hatte er sein Theaterdebüt in Paul Raynals Le Matériel humain. Ab Ende der 1940er war er auch in vielen Film- und Fernsehrollen zu sehen. Mehrfach arbeitete er mit Regisseuren wie André Cayatte, Robert Vernay, Gilles Grangier, Jean-Paul Le Chanois, Claude Autant-Lara, Henri Verneuil und Jean Delannoy. In 16 Filmen spielte er gemeinsam mit Jean Gabin.
Zu seinen über 130 Filmrollen zählten auch zahlreiche Hollywood-Produktionen, die in Frankreich gedreht wurden und in denen er aufgrund seiner guten Englischkenntnisse und seines (als typisch französisch empfundenen) Aussehens eingesetzt wurde. Eine seiner bekanntesten Rollen war die des Captain Brieux, Führer des Luftschiffs „Hyperion“, in dem Disney-Film Insel am Ende der Welt (1975).
Marins Grab befindet sich auf dem Cimetière du Grand Jas in Cannes.

## Filmografie (Auswahl)
- 1952: Verbotene Spiele (Jeux interdits)
- 1952: Wir sind alle Mörder (Nous sommes tous des assassins)
- 1954: Vor der Sintflut (Avant le déluge)
- 1954: Papa, Mama, Katrin und ich (Papa, maman, la bonne et moi …)
- 1954: French Can Can (French Cancan)
- 1955: Harte Fäuste Heißes Blut (Ça va barder)
- 1955: Ein ganzes Leben (Les hommes en blanc)
- 1955: Die Geflüchteten (Les évadés)
- 1955: Papa, Mama, meine Frau und ich (Papa, maman, ma femme et moi …)
- 1955: Gas-Oil (Gas-Oil)
- 1956: Der Weg ins Verderben (Des gens sans importance)
- 1956: Pariser Luft (Cette sacrée gamine)
- 1956: Der Liebesroman einer Königin (Marie-Antoinette reine de France)
- 1956: Vulkan im Blut (Le sang à la tête)
- 1956: Zwei Mann, ein Schwein und die Nacht von Paris (La traversée de Paris)
- 1957: Mord am Montmartre (Reproduction interdite)
- 1957: Die Nacht bricht an (Le rouge est mis)
- 1957: Unter glühender Sonne (The Vintage)
- 1957: Du hast noch drei Tage (Trois jours à vivre)
- 1957: Die Mausefalle (Porte des Lilas)
- 1957: Die Pariserin (Une parisienne)
- 1957: Des Königs bester Mann (La tour, prends garde !)
- 1957: Die Elenden (Les misérables)
- 1958: Die Verliebten von Montparnasse (Montparnasse 19)
- 1958: Das Geheimnis der Dame in Weiß (Le désordre et la nuit)
- 1958: Mit den Waffen einer Frau (En cas de malheur)
- 1958: Die sich selbst betrügen (Les tricheurs)
- 1958: Der Tag und die Nacht (Le miroir à deux faces)
- 1958: Die Wurzeln des Himmels (The Roots of Heaven)
- 1958: Das Spiel war sein Fluch (Le joueur)
- 1959: Die Schenke der Verlockung (Guinguette)
- 1959: Im Kittchen ist kein Zimmer frei (Archimède, le clochard)
- 1959: Maigret kennt kein Erbarmen (Maigret et l’affaire Saint-Fiacre)
- 1959: Wiesenstraße Nr. 10 (Rue des Prairies)
- 1960: Pantalaskas
- 1960: Im Banne der Ekstase (Vers l’extase)
- 1960: Drama im Spiegel (Crack in the Mirror)
- 1960: The Enemy General – Regie: George Sherman
- 1960: Der Himmel ist schon ausverkauft (Les vieux de la vieille)
- 1960: Die Französin und die Liebe (La française et l’amour) (Segment Le Mariage)
- 1960: Die Wahrheit (La vérité)
- 1961: Der Präsident (Le président)
- 1961: Das große Wagnis (The Big Gamble)
- 1961: Der Herr mit den Millionen (Le cave se rebiffe)
- 1961: Das schwarze Monokel (Le monocle noir)
- 1962: Das Huhn (Le poulet) (Kurzfilm)
- 1962: Tiara Tahiti
- 1962: Gigot, der Stumme vom Montmartre (Gigot)
- 1962: Ein Herr aus besten Kreisen (Le gentleman d’Epsom)
- 1962: Die dritte Dimension (Le couteau dans la plaie)
- 1963: Am Ende aller Wege (Le glaive et la balance)
- 1963: Vorsicht, meine Damen! (Méfiez-vous, mesdames !)
- 1963: Charade
- 1964: Der Zug (The Train)
- 1965: Die Damen lassen bitten (Les bons vivants)
- 1965: Fantomas gegen Interpol (Fantômas se déchaîne)
- 1966: Paris im Monat August (Paris au mois d’août)
- 1966: Sie fürchten weder Tod noch Teufel (Lost Command)
- 1966: Wie klaut man eine Million? (How to Steal a Million)
- 1967: Die 25. Stunde (La vingt-cinquième heure)
- 1967: Das älteste Gewerbe der Welt (Le plus vieux métier du monde) (Segment Aujourd’hui)
- 1967: Allô Police (Fernsehserie, eine Folge)
- 1968: Nackt unter Leder (The Girl on a Motorcycle)
- 1968: Am Abend des folgenden Tages (The Night of the Following Day)
- 1970: Darling Lili
- 1971: A Time for Loving
- 1971: Aus Liebe sterben (Mourir d’aimer)
- 1971: Camouflage – Hasch mich, ich bin der Mörder (Jo)
- 1973: Shaft in Afrika (Shaft in Africa)
- 1973: Wo bitte ist die 7. Kompanie geblieben? (Mais où est donc passée la septième compagnie ?)
- 1974: Das Chaos-Duo (S*P*Y*S)
- 1974: Insel am Ende der Welt (The Island at the Top of the World)
- 1975: Flic Story – Duell in sechs Runden (Flic Story)
- 1975: Schöne Küsse aus Fernost (Bons baisers de Hong Kong)
- 1976: Zwei scheinheilige Brüder (L’année sainte)
- 1976: Der Marathon-Mann (Marathon Man)
- 1976: Ein Priester, ein Panzer und ein Haufen müder Landser (Le jour de gloire)
- 1977: Der tolle Käfer in der Rallye Monte Carlo (Herbie Goes to Monte Carlo)
- 1978: Horoskop mit Hindernissen (L’horoscope)
- 1978: Die Schlemmerorgie (Who Is Killing the Great Chefs of Europe?)
- 1978: Zwei Supertypen in Afrika (Général… nous voilà !)
- 1979: Der Baron von Münchhausen (Les fabuleuses aventures du légendaire baron de Münchhausen)
- 1979: Polizeiinspektion 1 (Fernsehserie, eine Folge)
- 1981: Ach du lieber Harry
- 1984: Münchhausens Abenteuer auf dem Mond (Le secret des sélénites)
- 1991: Ein Stern für zwei (A Star for Two)